# Sempesserre
Sempesserre (Sempessèrra en gascon) est une commune française située dans le nord du département du Gers en région Occitanie. Sur le plan historique et culturel, la commune est dans la Lomagne, une ancienne circonscription de la province de Gascogne ayant titre de vicomté, surnommée « Toscane française ».
Exposée à un climat océanique altéré, elle est drainée par le Gers, le ruisseau de Cazaux, le ruisseau de Maurens et par divers autres petits cours d'eau.
Sempesserre est une commune rurale qui compte 313 habitants en 2022, après avoir connu un pic de population de 960 habitants en 1846.  Elle fait partie de l'aire d'attraction d'Agen. Ses habitants sont appelés les Sempesserrois ou  Sempesserroises.

## Géographie

### Localisation
La commune est limitrophe du département de Lot-et-Garonne.

### Communes limitrophes
Les communes limitrophes sont  Astaffort, Castéra-Lectourois, Gimbrède, Pergain-Taillac, Saint-Avit-Frandat, Saint-Mézard et Sainte-Mère.
| Pergain-Taillac | Astaffort (Lot-et-Garonne) | Gimbrède           |
| Saint-Mézard    | Sempesserre                | Sainte-Mère        |
|                 | Castéra-Lectourois         | Saint-Avit-Frandat |

### Géologie et relief
Sempesserre se situe en zone de sismicité 1 (sismicité très faible).

### Hydrographie

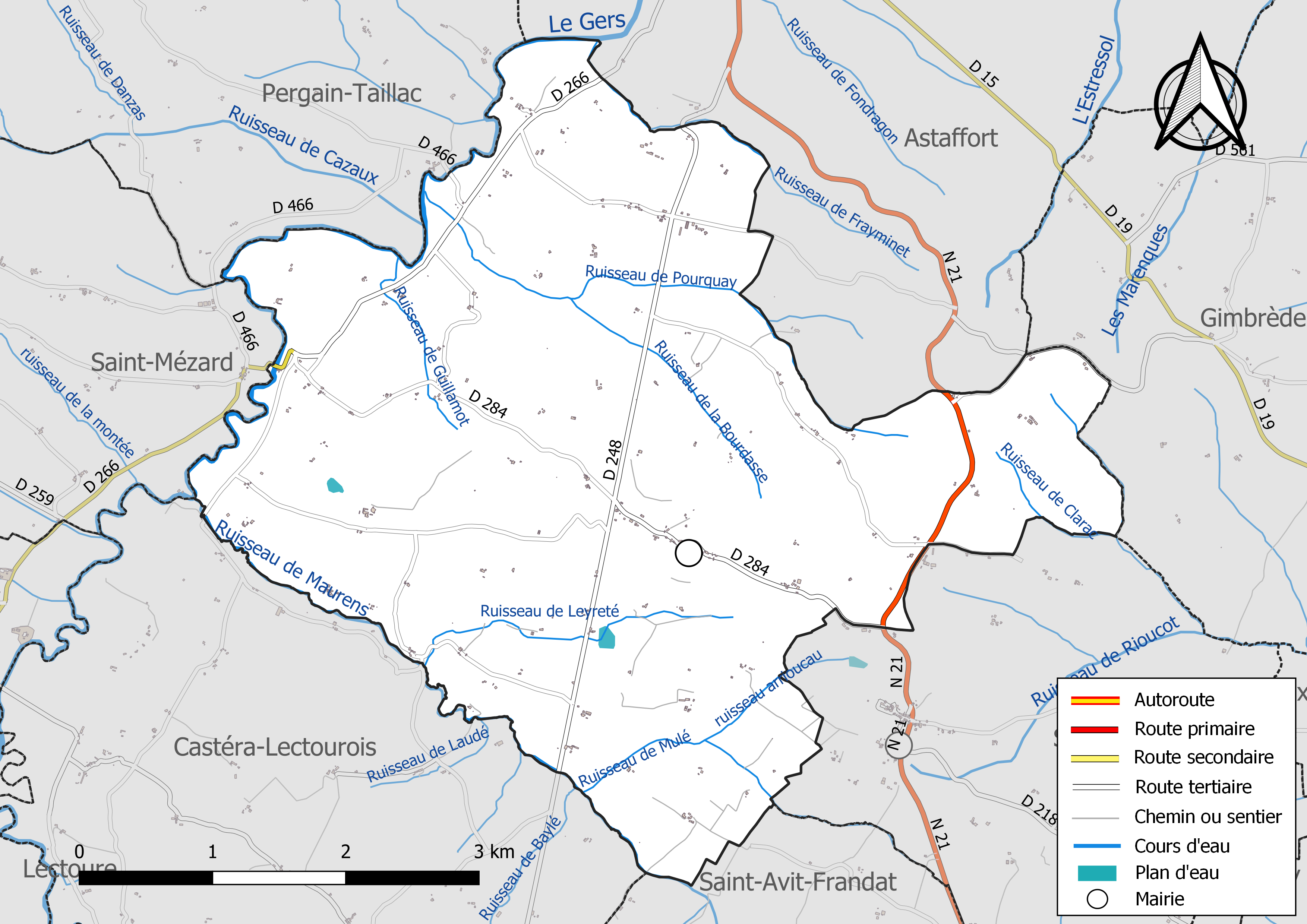
Réseaux hydrographique et routier de Sempesserre.

La commune est dans le bassin de la Garonne, au sein du bassin hydrographique Adour-Garonne. Elle est drainée par le Gers, le ruisseau de Cazaux, le ruisseau de Maurens, le ruisseau arrioucau, le ruisseau de Baylé, le ruisseau de Clarac, le ruisseau de Frayminet, le ruisseau de Guillamot, le ruisseau de la Bourdasse, le ruisseau de Laudé, le ruisseau de Leyreté, le ruisseau de Mulé, le ruisseau de Pourquay et par divers petits cours d'eau, qui constituent un réseau hydrographique de 22 km de longueur totale,.
Le Gers, d'une longueur totale de 175,4 km, prend sa source dans la commune de Lannemezan et s'écoule vers le nord. Il traverse la commune et se jette dans la Garonne à Layrac, après avoir traversé 47 communes.

### Climat
Pour des articles plus généraux, voir Climat de l'Occitanie et Climat du Gers.
En 2010, le climat de la commune est de type climat du Bassin du Sud-Ouest, selon une étude s'appuyant sur une série de données couvrant la période 1971-2000. En 2020, Météo-France publie une typologie des climats de la France métropolitaine dans laquelle la commune est exposée à un climat océanique altéré et est dans la région climatique Aquitaine, Gascogne, caractérisée par une pluviométrie abondante au printemps, modérée en automne, un faible ensoleillement au printemps, un été chaud (19,5 °C), des vents faibles, des brouillards fréquents en automne et en hiver et des orages fréquents en été (15 à 20 jours).
Pour la période 1971-2000, la température annuelle moyenne est de 13,1 °C, avec une amplitude thermique annuelle de 15,8 °C. Le cumul annuel moyen de précipitations est de 751 mm, avec 10 jours de précipitations en janvier et 6,4 jours en juillet. Pour la période 1991-2020, la température moyenne annuelle observée sur la station météorologique la plus proche, située sur la commune de Laplume à 14 km à vol d'oiseau, est de 14,2 °C et le cumul annuel moyen de précipitations est de 767,2 mm,. Pour l'avenir, les paramètres climatiques de la commune estimés pour 2050 selon différents scénarios d'émission de gaz à effet de serre sont consultables sur un site dédié publié par Météo-France en novembre 2022.

### Milieux naturels et biodiversité
Aucun espace naturel présentant un intérêt patrimonial n'est recensé sur la commune dans l'inventaire national du patrimoine naturel,,.

## Urbanisme

### Typologie
Au 1er janvier 2024, Sempesserre est catégorisée commune rurale à habitat très dispersé, selon la nouvelle grille communale de densité à sept niveaux définie par l'Insee en 2022.
Elle est située hors unité urbaine. Par ailleurs la commune fait partie de l'aire d'attraction d'Agen, dont elle est une commune de la couronne,. Cette aire, qui regroupe 81 communes, est catégorisée dans les aires de 50 000 à moins de 200 000 habitants,.

### Occupation des sols
L'occupation des sols de la commune, telle qu'elle ressort de la base de données européenne d’occupation biophysique des sols Corine Land Cover (CLC), est marquée par l'importance des territoires agricoles (100 % en 2018), une proportion identique à celle de 1990 (100 %). La répartition détaillée en 2018 est la suivante : 
terres arables (93 %), zones agricoles hétérogènes (7 %). L'évolution de l’occupation des sols de la commune et de ses infrastructures peut être observée sur les différentes représentations cartographiques du territoire : la carte de Cassini (XVIIIe siècle), la carte d'état-major (1820-1866) et les cartes ou photos aériennes de l'IGN pour la période actuelle (1950 à aujourd'hui).

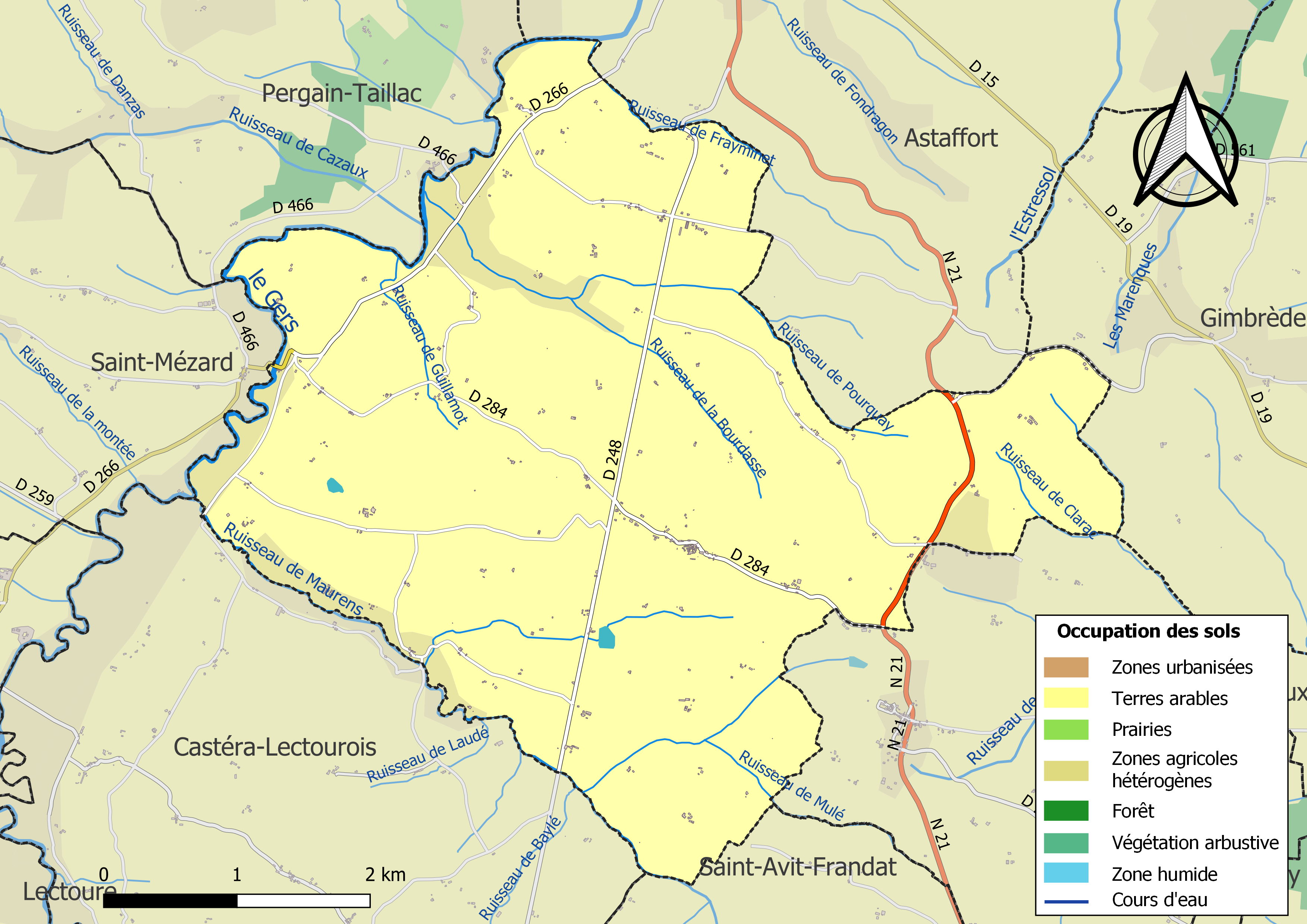
Carte des infrastructures et de l'occupation des sols de la commune en 2018 (CLC).

### Risques majeurs
Le territoire de la commune de Sempesserre est vulnérable à différents aléas naturels : météorologiques (tempête, orage, neige, grand froid, canicule ou sécheresse), inondations et séisme (sismicité très faible). Un site publié par le BRGM permet d'évaluer simplement et rapidement les risques d'un bien localisé soit par son adresse soit par le numéro de sa parcelle.
Certaines parties du territoire communal sont susceptibles d’être affectées par le risque d’inondation par débordement de cours d'eau, notamment le Gers. La cartographie des zones inondables en ex-Midi-Pyrénées réalisée dans le cadre du XIe Contrat de plan État-région, visant à informer les citoyens et les décideurs sur le risque d’inondation, est accessible sur le site de la DREAL Occitanie. La commune a été reconnue en état de catastrophe naturelle au titre des dommages causés par les inondations et coulées de boue survenues en 1988, 1999 et 2009,.

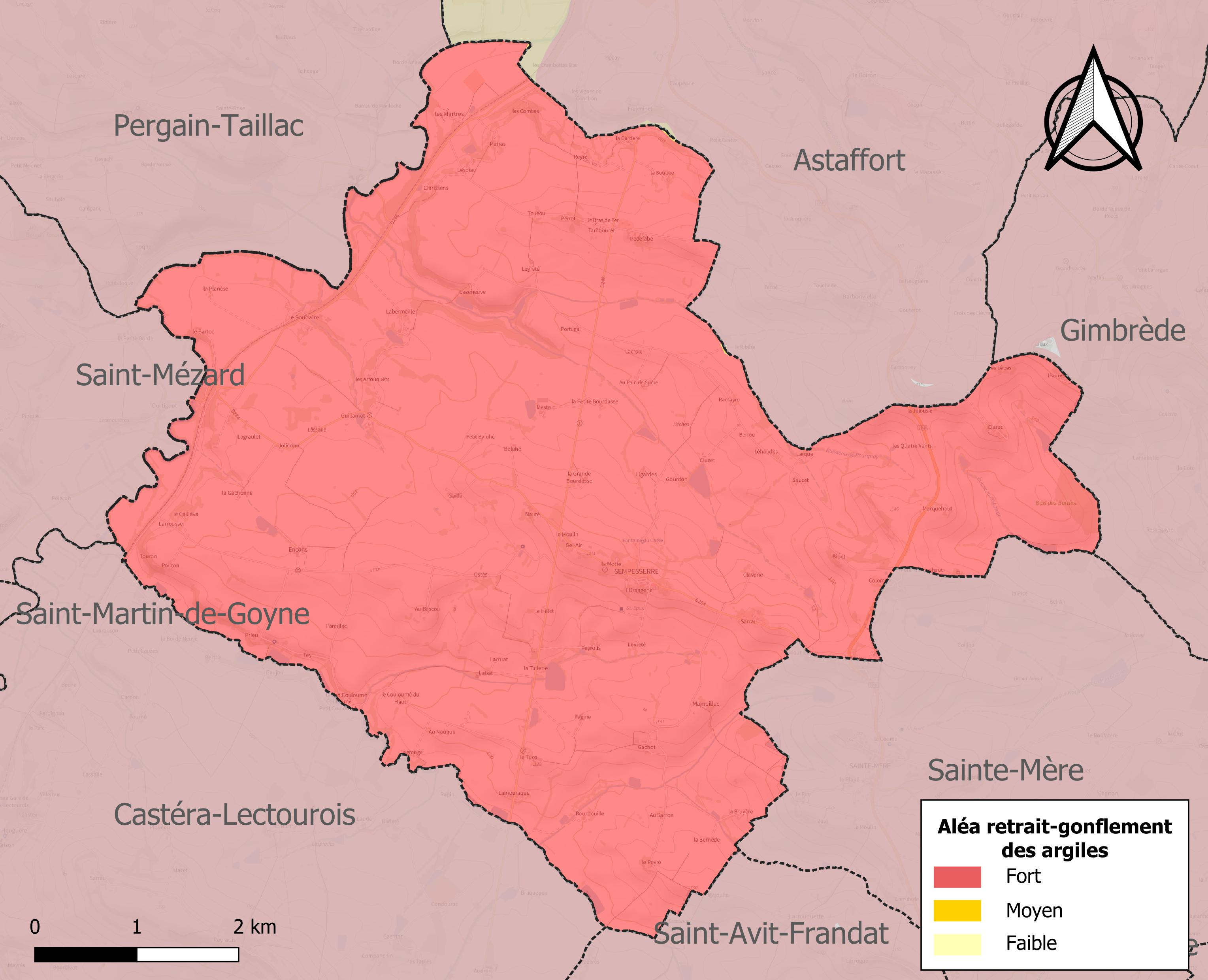
Carte des zones d'aléa retrait-gonflement des sols argileux de Sempesserre.

Le retrait-gonflement des sols argileux est susceptible d'engendrer des dommages importants aux bâtiments en cas d’alternance de périodes de sécheresse et de pluie. La totalité de la commune est en aléa moyen ou fort (94,5 % au niveau départemental et 48,5 % au niveau national). Sur les 169 bâtiments dénombrés sur la commune en 2019, 169 sont en aléa moyen ou fort, soit 100 %, à comparer aux 93 % au niveau départemental et 54 % au niveau national. Une cartographie de l'exposition du territoire national au retrait gonflement des sols argileux est disponible sur le site du BRGM,.
Par ailleurs, afin de mieux appréhender le risque d’affaissement de terrain, l'inventaire national des cavités souterraines permet de localiser celles situées sur la commune.
Concernant les mouvements de terrains, la commune a été reconnue en état de catastrophe naturelle au titre des dommages causés par la sécheresse en 1989, 1993, 2002, 2003, 2005, 2011, 2012 et 2015 et par des mouvements de terrain en 1999.

## Toponymie
Sempesserre est une graphie phonétique de « Saint-Pesserre », dont l’origine est Saint-Pé, de Sent-Pèr en occitan (gascon) « Saint-Pierre » (donnant la forme Sempé), et « serre », chaîne de montagne ou colline allongée, caractéristique topographique. La forme occitane en graphie classique est Sent-Per-Serra[réf. nécessaire].

## Démographie
L'évolution du nombre d'habitants est connue à travers les recensements de la population effectués dans la commune depuis 1793. Pour les communes de moins de 10 000 habitants, une enquête de recensement portant sur toute la population est réalisée tous les cinq ans, les populations de référence des années intermédiaires étant quant à elles estimées par interpolation ou extrapolation. Pour la commune, le premier recensement exhaustif entrant dans le cadre du nouveau dispositif a été réalisé en 2007.

En 2022, la commune comptait 313 habitants, en évolution de +4,68 % par rapport à 2016 (Gers : +1,04 %, France hors Mayotte : +2,11 %).
| 1793 | 1800 | 1806 | 1821 | 1831 | 1841 | 1846 | 1851 | 1856 |
| ---- | ---- | ---- | ---- | ---- | ---- | ---- | ---- | ---- |
| 808  | 700  | 775  | 694  | 935  | 933  | 960  | 887  | 903  |

| 1861 | 1866 | 1872 | 1876 | 1881 | 1886 | 1891 | 1896 | 1901 |
| ---- | ---- | ---- | ---- | ---- | ---- | ---- | ---- | ---- |
| 842  | 878  | 763  | 756  | 703  | 684  | 639  | 649  | 622  |

| 1906 | 1911 | 1921 | 1926 | 1931 | 1936 | 1946 | 1954 | 1962 |
| ---- | ---- | ---- | ---- | ---- | ---- | ---- | ---- | ---- |
| 567  | 550  | 515  | 526  | 500  | 493  | 555  | 488  | 411  |

| 1968 | 1975 | 1982 | 1990 | 1999 | 2006 | 2007 | 2012 | 2017 |
| ---- | ---- | ---- | ---- | ---- | ---- | ---- | ---- | ---- |
| 355  | 303  | 296  | 303  | 311  | 298  | 296  | 314  | 294  |

| 2022 | - | - | - | - | - | - | - | - |
| ---- | - | - | - | - | - | - | - | - |
| 313  | - | - | - | - | - | - | - | - |

## Économie

### Revenus
En 2018  (données Insee publiées en septembre 2021), la commune compte 127 ménages fiscaux, regroupant 285 personnes. La médiane du revenu disponible par unité de consommation est de 21 990 € (20 820 € dans le département).

### Emploi
|                | 2008  | 2013  | 2018  |
| -------------- | ----- | ----- | ----- |
| Commune        | 5,9 % | 8,6 % | 7 %   |
| Département    | 6,1 % | 7,5 % | 8,2 % |
| France entière | 8,3 % | 10 %  | 10 %  |

En 2018, la population âgée de 15 à 64 ans s'élève à 174 personnes, parmi lesquelles on compte 75,2 % d'actifs (68,2 % ayant un emploi et 7 % de chômeurs) et 24,8 % d'inactifs,. Depuis 2008, le taux de chômage communal (au sens du recensement) des 15-64 ans est inférieur à celui de la France et du département.
La commune fait partie de la couronne de l'aire d'attraction d'Agen, du fait qu'au moins 15 % des actifs travaillent dans le pôle,. Elle compte 56 emplois en 2018, contre 73 en 2013 et 62 en 2008. Le nombre d'actifs ayant un emploi résidant dans la commune est de 121, soit un indicateur de concentration d'emploi de 46,6 % et un taux d'activité parmi les 15 ans ou plus de 52,4 %.
Sur ces 121 actifs de 15 ans ou plus ayant un emploi, 37 travaillent dans la commune, soit 31 % des habitants. Pour se rendre au travail, 79,1 % des habitants utilisent un véhicule personnel ou de fonction à quatre roues, 4,1 % s'y rendent en deux-roues, à vélo ou à pied et 16,8 % n'ont pas besoin de transport (travail au domicile).

### Activités hors agriculture
25 établissements sont implantés  à Sempesserre au 31 décembre 2019.
Le secteur des activités spécialisées, scientifiques et techniques et des activités de services administratifs et de soutien est prépondérant sur la commune puisqu'il représente 28 % du nombre total d'établissements de la commune (7 sur les 25 entreprises implantées  à Sempesserre), contre 14,4 % au niveau départemental.

### Agriculture
La commune est dans la Lomagne, une petite région agricole occupant le nord-est du département du Gers. En 2020, l'orientation technico-économique de l'agriculture  sur la commune est l'exploitation de grandes cultures (hors céréales et oléoprotéagineuses).
|               | 1988  | 2000  | 2010  | 2020  |
| ------------- | ----- | ----- | ----- | ----- |
| Exploitations | 54    | 38    | 34    | 24    |
| SAU (ha)      | 1 674 | 1 716 | 1 954 | 1 831 |

Le nombre d'exploitations agricoles en activité et ayant leur siège dans la commune est passé de 54 lors du recensement agricole de 1988  à 38 en 2000 puis à 34 en 2010 et enfin à 24 en 2020, soit une baisse de 56 % en 32 ans. Le même mouvement est observé à l'échelle du département qui a perdu pendant cette période 51 % de ses exploitations,. La surface agricole utilisée sur la commune a quant à elle augmenté, passant de 1 674 ha en 1988 à 1 831 ha en 2020. Parallèlement la surface agricole utilisée moyenne par exploitation a augmenté, passant de 31 à 76 ha.

## Culture locale et patrimoine

### Lieux et monuments
- Menhir de la Claverie, probablement détruit. Haute d’environ 1,25 m, cette pierre appelée la Peyro Sacrado (la pierre sacrée) par les anciens Sempesserrois s’élevait encore au début des années cinquante devant la ferme de Claverie. Elle aurait été détruite car elle gênait le passage des charrettes (témoignage oral).
- Tumulus au lieu-dit La Motte; à l'ouest du bourg.
- Église Saints-Pierre-et-Paul de Sempesserre.
- Chapelle Saint-Jean-Baptiste des Martres.

### Personnalités liées à la commune
- Joseph Lagrange : général d'Empire né à Sempesserre.

## Héraldique
| Blason de Sempesserre | Blason  | Parti d'azur et de gueules ; à deux clés d'or passées en sautoir et brochant sur le tout. |
| Blason de Sempesserre | Détails | Le statut officiel du blason reste à déterminer.                                          |